# Kniebügel

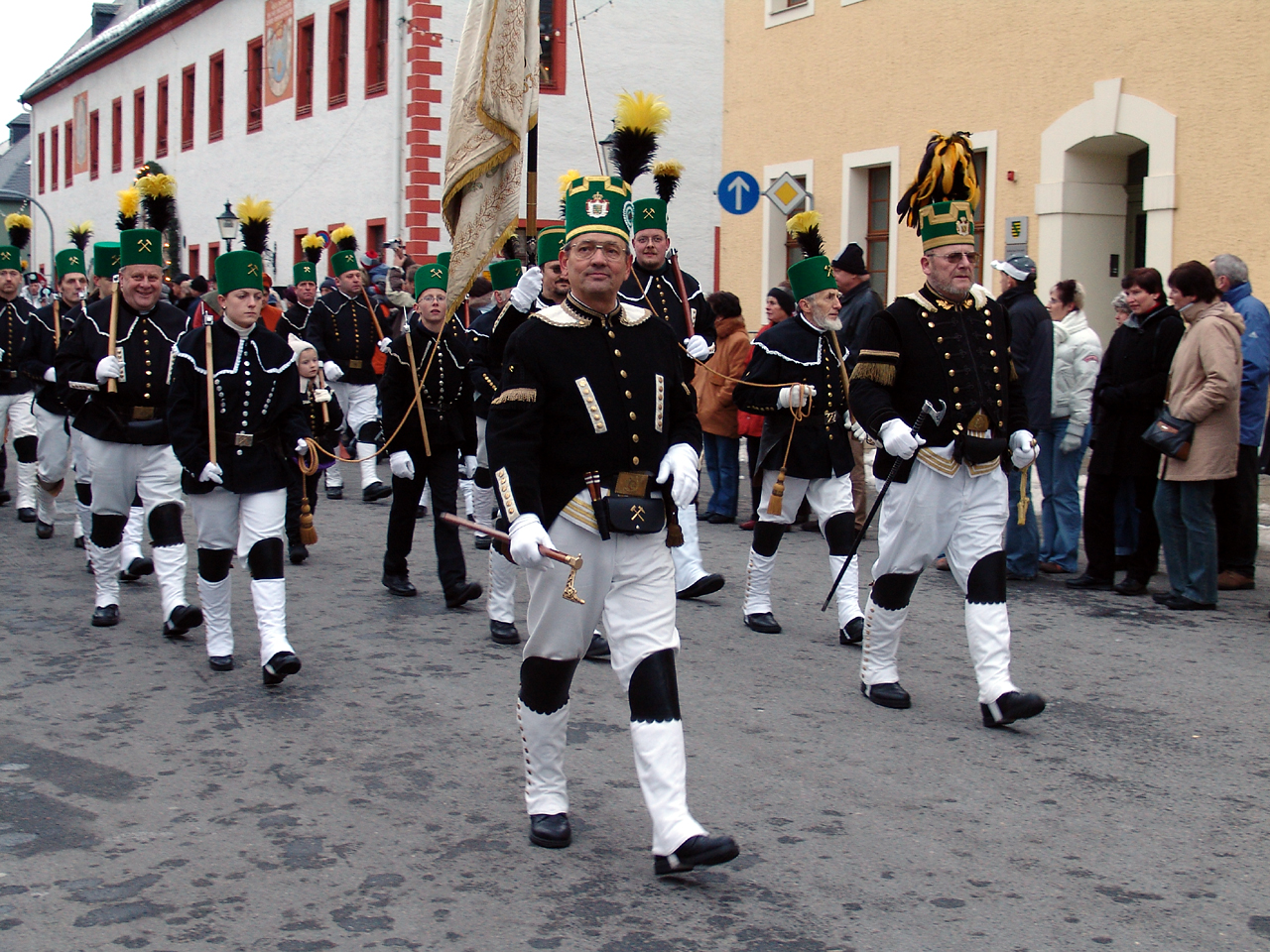
Bergleute in Paradehabit

Der Kniebügel ist ein Teil der traditionellen Bergmannstracht. Er besteht aus Leder und dient dem Schutz der Kniescheiben beim Arbeiten in kniender Stellung.